# Pilocarpus spicatus
Pilocarpus spicatus är en vinruteväxtart. Pilocarpus spicatus ingår i släktet Pilocarpus och familjen vinruteväxter.

## Underarter
Arten delas in i följande underarter:
- P. s. aracatensis
- P. s. longeracemosus
- P. s. spicatus
- P. s. lealii